# Klemens Honselmann
Klemens Honselmann (* 1. November 1900 in Paderborn; † 18. Dezember 1991 ebenda) war ein deutscher Bibliothekar und Kirchenhistoriker.

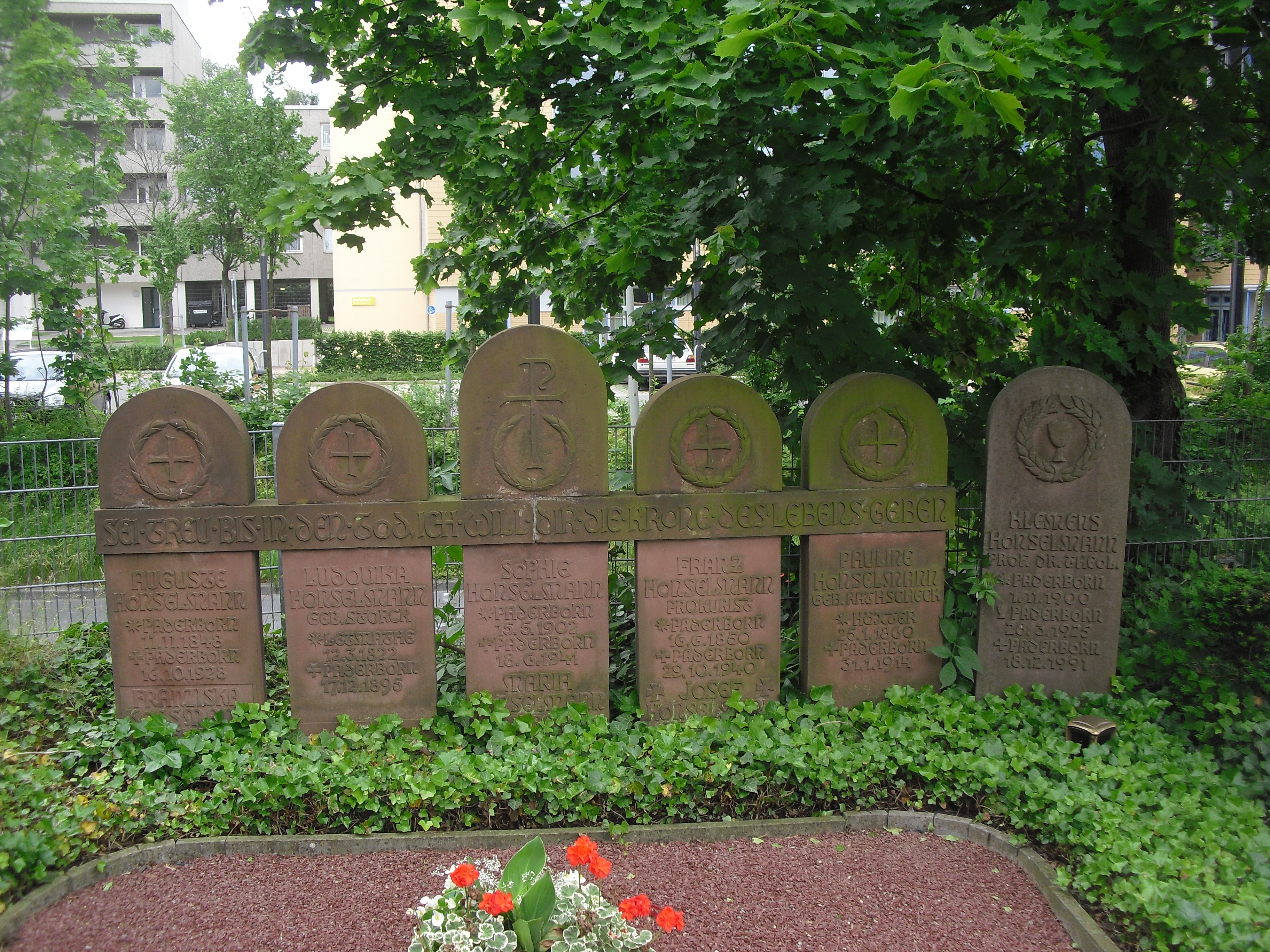
Grabstätte der Familie Honselmann auf dem Ostfriedhof in Paderborn

## Leben
Klemens Honselmann war der Sohn von Franz Honselmann, Prokurist im Verlag Ferdinand Schöningh, und Pauline Honselmann geb. Rathscheck. Der ältere Bruder Joseph fiel 1918 in der Marne-Schlacht, zudem hatte er noch eine Schwester. Nach der Volksschule besuchte er das traditionsreiche Gymnasium Theodorianum, nach der Unterprima wurde er 1918 noch für ein halbes Jahr als Soldat eingezogen, nach Ende des Ersten Weltkriegs konnte er im Juni 1919 das Abitur nachholen. Ab Herbst 1919 studierte er Theologie in Paderborn an der Philosophisch-Theologischen Akademie, 1923 in Freiburg im Breisgau. Seit seiner Studienzeit gehörte Honselmann dem Cartellverband der katholischen deutschen Studentenverbindungen (CV) an. 1924 trat er in das Priesterseminar Paderborn ein, am 28. März 1925 wurde er von Bischof Caspar Klein zum Priester geweiht.
Ab 1929 war er Vikar an der Bonifatiuskirche in Dortmund, noch im gleichen Jahr wurde er Vikar an der St.-Antonius-Kirche in Zörbig (heute Landkreis Anhalt-Bitterfeld). 1933 wurde er zum Studium beurlaubt und zum Subsidiar an der Busdorfkirche in Paderborn bestellt. Im Januar 1934 wurde er Kooperator in Eickelborn (heute Stadt Lippstadt), im März 1934 Vikar an der Busdorfkirche. Nach weiteren Studien wurde er 1937 von der Universität Freiburg zum Dr. theol. promoviert. Seine Doktorarbeit, gedruckt unter dem Titel Von der Carta zur Siegelkunde, war grundlegend für die Geschichte der Urkunden des Bistums Paderborn, die Quellenkritik gehörte seither zu seinen Arbeitsschwerpunkten. 1939 und 1940 absolvierte er eine bibliothekarische Ausbildung an der Universitätsbibliothek Münster und an der Preußischen Staatsbibliothek. Von Dezember 1940 bis September 1941 war er erneut Vikar in Eickelborn, anschließend bis August 1942 zu Studienzwecken im deutschen Priesterseminar (Campo Santo Teutonico) in Rom.
Am 1. September 1942 wurde er in Paderborn Präfekt des Theologenkonviktes Collegium Leoninum, dessen Wiederaufbau nach den Zerstörungen im Zweiten Weltkrieg im Wesentlichen sein Werk war. Ab 1946 war er zudem Dozent für Kirchengeschichte an der Akademie Paderborn. Nach seiner Habilitation 1951 war er dort von 1952 bis 1968 ordentlicher öffentlicher Professor der Akademie und lehrte Kirchengeschichte, Diözesangeschichte und Patrologie. Sein Forschungsschwerpunkt war die westfälische Kirchengeschichte.
Zeitgleich mit seiner Berufung als Präfekt wurde Honselmann Bibliothekar an der Erzbischöflichen Akademischen Bibliothek, der er von 1948 bis 1977 als Direktor vorstand. 1947 war Honselmann einer der Initiatoren der Arbeitsgemeinschaft Katholisch-Theologischer Bibliotheken. Deren Mitteilungsblatt betreute er von 1952/1953 bis 1958, bis 1978 war er zudem Schatzmeister der Arbeitsgemeinschaft, seit 1975 ihr Ehrenmitglied.
Frühzeitig trat Honselmann dem Verein für Geschichte und Altertumskunde Westfalens, Abt. Paderborn bei, 1924 veröffentlichte er den ersten Beitrag in der Vereinszeitschrift, der Westfälischen Zeitschrift. Von 1946 bis 1983 war er Bibliothekar und Archivar des Vereins (und damit auch Mitglied im Vorstand des Vereins), von 1955 bis 1975 Vereinsdirektor, anschließend Ehrenvorsitzender. Lange Jahre war er Herausgeber der Westfälischen Zeitschrift und der Zeitschrift Westfalen, in beiden Werken veröffentlichte er zahlreiche seiner Beiträge.
Ein ausführliches Verzeichnis seiner Werke erschien 1970 in Band 48 der Zeitschrift Westfalen, Hefte für Geschichte, Kunst und Volkskunde. Nachträge erschienen 1990 in Band 80 der Zeitschrift Theologie und Glaube, letzte Nachträge 1992 im Mitteilungsblatt der Arbeitsgemeinschaft katholisch-theologischer Bibliotheken (Jg. 39). 2005 veröffentlichte Hubertus Drobner im Biographisch-Bibliographischen Kirchenlexikon ein ausführliches Gesamtverzeichnis seiner Schriften.

## Ehrungen
Klemens Honselmann wurde 1946 in die Historische Kommission für Westfalen berufen (ab 1982 Ehrenmitglied), 1960 in die Altertumskommission für Westfalen. 1966 wurde Honselmann von Papst Paul VI. zum Päpstlichen Ehrenprälaten ernannt, 1976 erhielt er das Bundesverdienstkreuz Erster Klasse. 1985 erhielt er von der Stadt Paderborn den Kulturpreis als Dank für seine langjährige Mitwirkung im Kulturausschuss.

## Schriften

### Monographien
- Beiträge zum Urkundenwesen der älteren Paderborner Bischöfe 862–1178. Paderborn: Schöningh 1939. (zugl. theol. Diss. Freiburg i. Br. 1937)
- Von der Carta zur Siegelurkunde. Beiträge zum Urkundenwesen im Bistum Paderborn. Paderborn 1939 (Paderborner Studien, Bd. 1). [Erweiterte Fassung der Dissertation]
- Hegensdorf. Festschrift zur 700jährigen Verehrung des heiligen Kreuzes. Hegensdorf (Pfarramt) 1950.
- Die Philosophisch-Theologische Akademie in Paderborn und ihr Stiftungsvermögen. Paderborn: Schöningh 1954.
- Von der Domschule zum Gymnasium Theodorianum in Paderborn. Zur Wiederkehr des 1100. Todestages des Gründerbischofs Badurad und des 350. Jahrestages der Grundsteinlegung des Schulgebäudes durch Fürstbischof Dietrich von Fürstenberg, Paderborn: Verein für Geschichte u. Altertumskunde Westfalens, Abt. Paderborn 1962. (Quellen und Studien zur westfälischen Geschichte; 3)
- Urfassung und Drucke der Ablaßthesen Martin Luthers und ihre Veröffentlichung. Paderborn: Schöningh 1966.
- Der Kampf um Paderborn 1604 und die Geschichtsschreibung. Münster: Regensberg 1969. (Sonderdruck aus: Westfälische Zeitschrift Bd. 118, 1968).
- Das Rationale der Bischöfe. Paderborn: Selbstverlag des Vereins für Geschichte und Altertumskunde Westfalens, Abt. Paderborn 1975.
- Die alten Mönchslisten und die Traditionen von Corvey. Paderborn: Bonifatius-Druckerei 1982 (Veröffentlichungen der Historischen Kommission für Westfalen, Reihe X; Abhandlungen zur Corveyer Geschichtsschreibung, Band 6, Teil 1), ISBN 978-3-87088-326-3.
- Liborius, Bischof und Schutzpatron. Eine Sammlung von Beiträgen zu Festen des Heiligen. Paderborn 1986, ISBN 3-87088-502-5

### Als Herausgeber
- Wilhelm Tack: Paderborn. Die alte Stadt; eine Auswahl kunst- und kulturgeschichtlicher Veröffentlichungen. Aus dem Nachlass hrsg. von Klemens Honselmann, Paderborn: Selbstverl. des Altertumsvereins 1969.
- Klemens Honselmann und Gertrud Lueke: Systematisches Verzeichnis der Veröffentlichungen. Festgabe anläßlich des 150. Jahrestages der Gründung des Vereins am 19. Juli 1824 [Verein für Geschichte und Altertumskunde Westfalens, Abteilungen Paderborn und Münster], Paderborn 1981, ISBN 3-87088-298-0
- Franz Honselmann: Sauerländisches Familien-Archiv. Mitteilungen zur Geschichte westfälischer Geschlechter, 11 Bde. Paderborn 1904–1920, Gesamtdruck mit Register Paderborn 1931. Um ein Lebensbild erweiterter Nachdruck Paderborn 1983, hrsg. von Klemens Honselmann.